# Xã Norman, Quận Traill, Bắc Dakota
Xã Norman (tiếng Anh: Norman Township) là một xã thuộc quận Traill, tiểu bang Bắc Dakota, Hoa Kỳ. Năm 2010, dân số của xã này là 74 người.